# Craspedosis holocyana
Craspedosis holocyana är en fjärilsart som beskrevs av Louis Beethoven Prout. Craspedosis holocyana ingår i släktet Craspedosis och familjen mätare. Inga underarter finns listade i Catalogue of Life.